# Alonso Fernández de Lugo
Alonso Luis Fernández de Lugo va néixer a Sanlúcar de Barrameda (Espanya) durant el regnat dels Reis Catòlics. Es va allistar en la Marina arribant a obtenir el títol d'Adelantado i de Capità General de les costes d'Àfrica. Va conquerir les illes de Tenerife i La Palma, les últimes Illes Canàries conquerides per la corona castellana. Morí el 20 de maig de 1525 i les seves restes reposen actualment en l'antiga parròquia de Nostra Senyora dels Remeis, avui, Santa Església Catedral a La Laguna (Tenerife), on van ser traslladats en la segona meitat del segle xix.
En 1493 sol·licita i obté dels Reis Catòlics el títol d'Adelantado i la llicència per a explorar i conquistar Tenerife. El 29 de setembre de 1493, Alonso de Lugo arriba AL Palmell i signa un acord amb els nadius. Els oposats al pacte amb els castellans, liderats per Tanausú, es refugien en els cims, al districte d'Aceró. El 3 de maig Tanausú es presta a negociar amb Alonso de Lugo, qui converteix la trobada en una emboscada i captura al cabdill guanxe, quedant finalitzada la conquesta de La Palma. En aquestes mateixes dates, Alonso, amb 190 cavallers i entre 1.000 i 2.000 (xifra que oscil·la depenent de la font consultada (Béthencourt Alfonso dona la xifra de 670 peons i 80 genets infants castellans desembarca a Tenerife. Alonso arriba a acords de pau amb Añaterve,cabdill guanxe del Menceyat de Güímar, als quals s'uneix el Menceyat d'Icod, el de Daute, el d'Adeje i el d'Abona, que formen el bàndol de pau, procliu a acceptar el domini dels castellans i aliats militars seus. Les converses amb altres menceys no arriben a cap acord i l'aliança militar contra els espanyols (o bàndol de guerra) queda composta pels menceyats de Taoro (Bencomo), Tacoronte (Acaymo), i Anaga (Beneharo)

## Primera batalla d'Acentejo

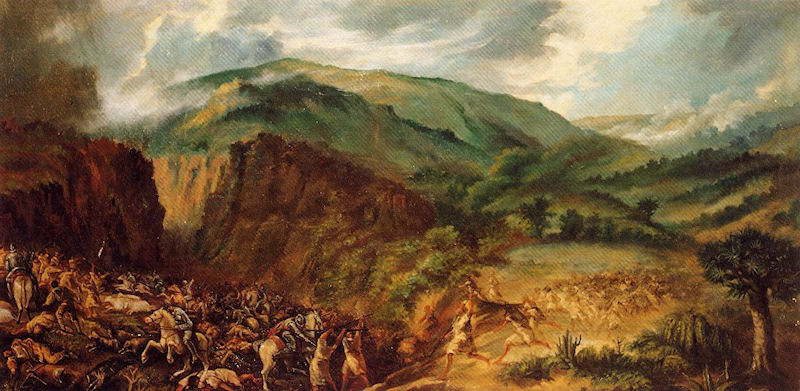
Primera Batalla de Acentejo

Alonso s'enfrontà al bàndol de guerres en la Primera Batalla d'Acentejo, la denominada també Matança d'Acentejo, que va venir a produir-se en el fons del barranc del mateix nom, i en la qual els espanyols cauen en una emboscada del germà de Bencomo, Tinguaro o Chimechia (segons les fonts), sent finalment massacrats pels guerrers de refresc que acompanyaven a Bencomo. Entre 1000 i 2000 homes de l'exèrcit castellà pereixen en la batalla, en la qual va ser ferit el mateix Alonso, que va poder escapar gràcies a l'ajuda de nadius de Güímar.

## Batalla d'Aguere
El novembre del mateix any, Alonso embarca des de Gran Canària en una flota de galeres amb uns 1.200 infants, 80 de cavalleria i una mica d'artilleria, i sobre el 10 de novembre desembarca de nou a Tenerife, amb el propòsit de culminar la conquesta definitiva de l'última illa que no reconeixia encara la sobirania de la Corona de Castella. Començada la batalla d'Aguere, el 14, en la plana propera a l'actual San Cristóbal de La Laguna, l'avantguarda espanyola constituïda per arcabussers i ballesters va desordenar les files guanxes, i van entrar en acció la cavalleria seguida dels piquets, ferint i matant als fugitius. En l'enfrontament van morir uns 2.000 guerrers nadius, al costat del mencey o rei Bencomo i al seu germà.

### Segona Batalla de Acentejo

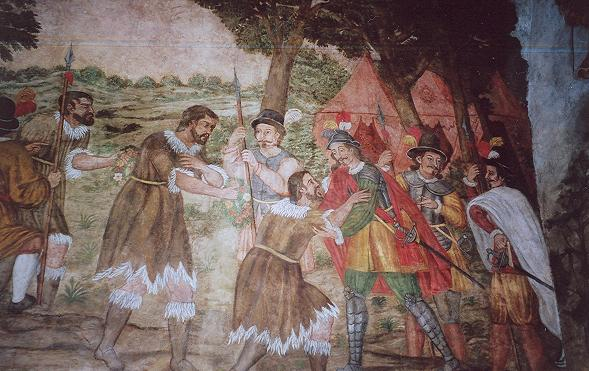
Alonso Fernández de Lugo rep als menceys

Un mes després, Alonso va acabar amb la resistència guanxe, a l'assaltar i vèncer el menceyat on havia regnat Bencomo, atacant des del nord de l'illa en direcció a Taoro. Uns 6000 guerrers guanxes li esperaven en un barranc de l'actual municipi de La Victoria de Acentejo, molt prop del lloc on s'havia produït la gran victòria guanxe mesos enrere, la Primera Batalla d'Acentejo. Però Lugo no pensava ara consentir que la impedimenta i el bestiar robat li destorbessin en els seus moviments: la cavalleria, perfectament organitzada, va carregar després de la primera pluja de sagetes, bales de canó i descàrregues d'arcabussos. La victòria castellana en el que es va cridar Segona Batalla d'Acentejo i l'enfonsament de la resistència aborigen va ser total. Bentor, fill i successor de Bencomo, es va suïcidar i la conquesta de Tenerife es va consumar, si bé l'illa no s'incorpora formalment a la Corona de Castella fins a l'estiu de 1496, moment que s'erigeix a San Cristóbal de La Laguna, la parròquia Matriu de la Inmaculada Concepción (la primera de l'illa) i a Los Realejos, la parròquia Matriu de San Marcos.